# پتر رومن
پتر رومن (انگلیسی: Petre Roman؛ زادهٔ ۲۲ ژوئیهٔ ۱۹۴۶) سیاست‌مدار اهل رومانی است. وی از ۲۶ دسامبر ۱۹۸۹ تا ۱ اکتبر ۱۹۹۱ نخست‌وزیر این کشور بود.